# Cratérope affin
Argya affinis
Espèce
Statut de conservation UICN

 LC  : Préoccupation mineure
Le Cratérope affin (Argya affinis) ou Cratérope à bec jaune, est une espèce de passereau appartenant à la famille des Leiothrichidae.
Le Cratérope affin vit dans le sud de l'Inde et au Sri Lanka. Il habite la brousse et les cultures. Cette espèce n'est pas migratrice et avec les ailes courtes arrondies, elle a un vol peu puissant.
Il construit son nid dans un arbre, caché dans le feuillage dense. La couvée normale est de deux à quatre œufs bleu-vert, bien que cinq soit possible chez les oiseaux vivant dans les collines du Sri Lanka.

## Description

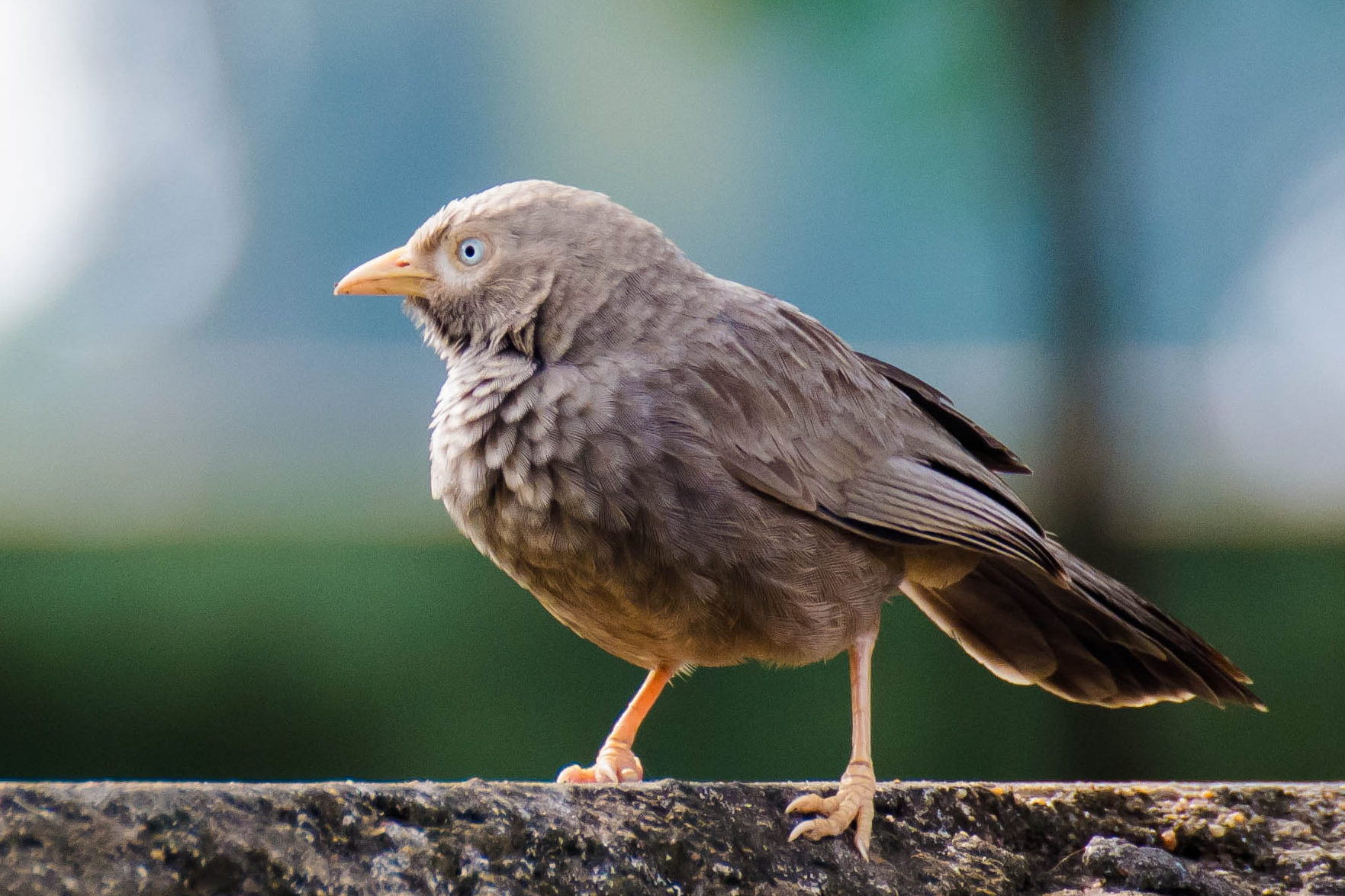

Il a les parties supérieures gris brun, la gorge et la poitrine grises avec quelques marbrures et le ventre chamois pâle. La tête et la nuque sont grises. La sous-espèce srilankaise T. a. taprobanus est gris pâle. La sous-espèce nominale qui vit au sud de l'Inde a la couronne et la nuque blanchâtres avec un manteau sombre. Le croupion est plus pâle et la queue a une large pointe noire. Les oiseaux de l'extrême sud de l'Inde sont très semblables à la sous-espèce du Sri Lanka avec la couronne et le dos plus gris. L'œil est blanc bleuâtre. La forme indienne est plus fortement strié sur la gorge et la poitrine. La sous-espèce srilankaise ressemble au Cratérope de brousse (Turdoides striatus) bien que cette espèce ne soit pas présente sur l'île.
On a noté sept vocalisations distinctes chez cette espèce et son cri est plus aigu que celui du Cratérope de brousse

## Distribution et habitat
Cette espèce est répartie de façon éparse dans le sud de l'Inde et le Sri Lanka. La sous-espèce nominale vit dans l'Andhra Pradesh, au sud du Godâvarî et au Karnataka au sud de Belgaum et au Tamil Nadu. Elle préfère des altitudes plus basses et plus sèches que les habitats du Cratérope de brousse, mais se trouve parfois à côté de lui. La sous-espèce du Sri Lanka vit dans les plaines et les collines à environ 1 500 m d'altitude pour éviter la forêt dense.

## Comportement
Le Cratérope affin vit en groupes de sept à dix individus ou plus. Il s'agit d'un oiseau bruyant et l'on peut déceler la présence d'un groupe à une certaine distance par le bruit continuel, le jacassement et le gazouillis produit par ses membres.

## Alimentation
Il se nourrit principalement d'insectes mais également de fruits.

## Sous-espèces
Cet oiseau est représenté par 2 sous-espèces :
- A. affinis affinis ;
- A. affinis taprobanus.